# Philip A. Brady
Philip A. Brady (* 10. Juni 1898; † 6. Januar 1995) war ein irischer Politiker.
Brady arbeitete ab 1917 als Apotheker in Dublin. Im Jahr 1951 wurde er für die Fianna Fáil in den 14. Dáil Éireann gewählt. Nach einer Wahlniederlage 1954 gelang ihm 1957 der Wiedereinzug in das Unterhaus, dem er nun bis 1977 angehörte. Zu diesem Zeitpunkt verzichtete Brady dann aus Altersgründen auf eine erneute Kandidatur. Stattdessen kandidierte sein Sohn Gerard, der dann in den 21. Dáil Éireann gewählt wurde.
Von 1959 bis 1960 bekleidete Philip Brady das Amt des Dubliner Oberbürgermeisters (Lord Mayor of Dublin).